# 汐止街
汐止街（日语：／〔〕 Shiodome gai ）為臺灣日治時期1920年至1945年間存在之行政區，轄屬臺北州七星郡。今新北市汐止區。
汐止街之區劃名稱為1920年（大正九年）所制定，該境域清朝初期之前為平埔族之一凱達格蘭族之「峰仔峙社」（Kypanas）所在，18世紀初期，陳賴章墾號首次批准漢人開墾權。1758年，漢人已於此形成街肆，名稱沿襲為峰仔峙庄，之後則因此地為淡水河潮汐終點，故稱水返腳。1870年代，台灣建省之後行政區劃歸基隆廳石碇堡，仍不成鎮。日治時期初期設水返腳辨務署，1920年設街，並將水返腳更名為日式地名「汐止」。而汐止街之名稱直至中華民國時期仍舊沿用，僅將「街」改為「鎮」。至今，老一輩汐止市民仍稱汐止鬧區為「街仔」，此等說法於其他原臺北縣縣轄市相當普遍。

## 行政區劃

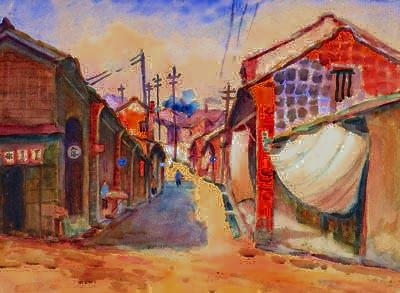
倪蔣懷1929年的《汐止街道》

汐止地區在清治時期及日治時期初期屬石碇堡的街庄，在1895年6月隸屬「臺北縣基隆支廳」，在1897年7月1日隸屬「水返腳辨務署」。1900年9月16日，水返腳辨務署被併入基隆辨務署，改為水返腳支署。1901年11月11日，臺灣的行政區劃改為二十廳，汐止地區隸屬「基隆廳水返腳支廳」。1903年11月1日，基隆廳實施街庄整併，並改為23個數字分區，汐止地區被劃分為第14、15、16、19區。1905年7月1日，汐止地區的四區合併為「水返腳區」。1909年10月25日，臺灣的行政區劃由二十廳整併為十二廳，基隆廳被併入臺北廳，汐止地區隸屬「臺北廳水返腳支廳」，此時的街庄如下：
- 石碇堡：水返脚街、保長坑庄、鄉長厝庄、十三份庄、橫科庄、康誥坑庄、白匏湖、樟樹灣、北港、社後、叭嗹港庄、鵠鵠崙庄、茄苳脚庄、石硿仔庄、姜仔藔庄[4]

1920年10月1日，原堡里之行政區廢除，街庄改為大字；前述15街庄合併為臺北州七星郡「汐止街」，轄域內分為汐止、保長坑、鄉長厝、十三分、橫科、康誥坑、白匏湖、樟樹灣、北港、社後、叭嗹港、鵠鵠崙、茄苳腳、姜子寮、石硿子等15個大字。
- 汐止大字下有「汐止」、「街後」、「下寮」小字名
- 保長坑大字下有「保長坑」、「溪洲寮」、「石門」小字名
- 鄉長厝大字下有「鄉長厝」、「過港」小字名
- 橫科大字下有「橫科」、「南港子」、「東勢坑」小字名
- 樟樹灣大字下有「蕃子寮」、「樟樹灣」小字名
- 社後大字下有「社後頂」、「社後下」小字名
- 北港大字下有「北港口」、「烘內」、「新山」、「柯子林」、「五指山」小字名
- 叭嗹港大字下有「叭嗹港口」、「烘內」、「小溪」、「雙溪」、「車坪寮」小字名
- 鵠鵠崙大字下有「鵠鵠崙」、「小坑」小字名
- 石硿子大字下有「石硿子」、「作坡內」小字名
- 姜子寮大字下有「姜子寮」、「石壁子」小字名[4]

| 原街庄                                           | 1903年 | 1905年   | 1905年   | 1920年-1938年 | 1920年-1938年 | 1946年 |
| 原街庄                                           | 區     | 區       | 街庄     | 街庄          | 大字          | 鄉鎮   |
| ------------------------------------------------ | ------ | -------- | -------- | ------------- | ------------- | ------ |
| 水返腳街、街后庄、下藔庄                         | 第14區 | 水返腳區 | 水返腳街 | 汐止街        | 汐止          | 汐止鎮 |
| 保長坑庄                                         | 第14區 | 水返腳區 | 保長坑庄 | 汐止街        | 保長坑        | 汐止鎮 |
| 鄉長厝庄、過港庄                                 | 第14區 | 水返腳區 | 鄉長厝庄 | 汐止街        | 鄉長厝        | 汐止鎮 |
| 十三份庄                                         | 第15區 | 水返腳區 | 十三份庄 | 汐止街        | 十三分        | 汐止鎮 |
| 橫科庄                                           | 第15區 | 水返腳區 | 橫科庄   | 汐止街        | 橫科          | 汐止鎮 |
| 康誥坑庄                                         | 第15區 | 水返腳區 | 康誥坑庄 | 汐止街        | 康誥坑        | 汐止鎮 |
| 白匏湖仔庄                                       | 第15區 | 水返腳區 | 白匏湖庄 | 汐止街        | 白匏湖        | 汐止鎮 |
| 蕃仔藔庄、樟樹灣庄                               | 第15區 | 水返腳區 | 樟樹灣庄 | 汐止街        | 樟樹灣        | 汐止鎮 |
| 新山庄、五指山庄、北港烘內庄、柯仔林庄、北港口庄 | 第16區 | 水返腳區 | 北港庄   | 汐止街        | 北港          | 汐止鎮 |
| 社後庄                                           | 第16區 | 水返腳區 | 社後庄   | 汐止街        | 社後          | 汐止鎮 |
| 車坪藔庄、雙溪口庄、叭嗹港口庄                   | 第16區 | 水返腳區 | 叭嗹港庄 | 汐止街        | 叭嗹港        | 汐止鎮 |
| 小坑庄、鵠鵠崙庄                                 | 第19區 | 水返腳區 | 鵠鵠崙庄 | 汐止街        | 鵠鵠崙        | 汐止鎮 |
| 茄苳腳庄                                         | 第19區 | 水返腳區 | 茄苳腳庄 | 汐止街        | 茄苳腳        | 汐止鎮 |
| 作埤內庄、石硿仔庄                               | 第19區 | 水返腳區 | 石硿仔庄 | 汐止街        | 石硿子        | 汐止鎮 |
| 姜仔藔庄、石壁仔庄                               | 第19區 | 水返腳區 | 姜仔藔庄 | 汐止街        | 姜子寮        | 汐止鎮 |

## 街長
| 任數 | 姓名     | 肖像 | 出身 | 就任   | 離任   |
| ---- | -------- | ---- | ---- | ------ | ------ |
| 1    | 陳定國   |      | 台北 | 1920年 | 1929年 |
| 2    | 李朝芳   |      | 台北 | 1929年 | 1937年 |
| 3    | 神谷龜吉 |      | 東京 | 1937年 | 1942年 |
| 4    | 吉田道定 |      | 福島 | 1942年 | 1945年 |

## 交通

### 渡船場
| 渡船場名     | 今位置                        | 河流寬度 |
| ------------ | ----------------------------- | -------- |
| 保長渡船場   | 汐止區保長里 基隆市七堵區友蚋 | 90公尺   |
| 江北渡船場   | 汐止區江北里 智慧里           | 70公尺   |
| 北峰渡船場   | 汐止區北峰里 樟樹里           | 80公尺   |
| 社后下渡船場 | 汐止區北山里 橫科里           | 80公尺   |

### 鐵路
- 縱貫線：汐止驛、五堵驛

- 煤礦軌道

| 路線                 | 經營概況                                                                                      |
| -------------------- | --------------------------------------------------------------------------------------------- |
| 五堵驛－友蚋坑       | 約1.6公里長，複線，約於1918年所架設的，屬赤司礦業株式會社所有。                               |
| 五堵驛－十四坑       | 約6公里長，複線，基隆炭礦株式會社所有，但五堵吊橋屬城崎炭礦所有。                             |
| 十四坑－鹿寮         | 約2公里長，複線，1912年蘇爾民架設，1925年由蘇爾民與蘇先致共同擁有。                           |
| 五堵驛－北港口坑     | 約4公里長，複線，1913年架設，為後宮合名會社所有。                                             |
| 北港口坑－烘內坑     | 約有3.5公里長，複線，1914年周再思架設，1925年屬基隆炭礦株式會社所有。                         |
| 叭嗹港炭礦－川口     | 約有2.4公里長，複線，叭嗹港坑架設到川口接五堵北港口坑線，為後宮合名會社所有。                 |
| 汐止驛－茄苳腳靖和坑 | 約有2公里長，複線，礦權由日東礦業株式會社所有，由蘇爾民包採，該輕便軌道於1924年由蘇爾民架設。 |

到了1941年，因煤礦的蓬勃發展，更有鐵路的鋪設。以下是汐止街1942年架設鐵路及輕便軌道概況：
| 路線                                   | 經營概況                            |
| -------------------------------------- | ----------------------------------- |
| 調車場（鄉長厝）－十四坑（鹿寮新一坑） | 約6公里長，屬益興炭礦株式會社所有。 |
| 十四坑－鹿寮新二坑                     | 約2公里長，由益興炭礦株式會社架設。 |
| 調車場－北港一坑                       | 約4公里長，益興炭礦株式會社架設。   |

| 路線                 | 經營概況                                                                              |
| -------------------- | ------------------------------------------------------------------------------------- |
| 北港二坑－川口       | 約3公里長，原由益興炭礦株式會社架設輕便軌，後來為配合蒸氣機關車運搬改為無極鋼索運搬。 |
| 調車場－五堵水洗機廠 | 約1.2公里，益興炭礦株式會社架設。                                                     |

| 路線             | 經營概況                                                                                  |
| ---------------- | ----------------------------------------------------------------------------------------- |
| 北港三坑－五堵驛 | 約1.5公里長，複線，包採人嚴丙丁架設，礦權屬益興炭礦株式會社所有，嚴丙丁為該公司常務董事。 |
| 五堵驛－鹿寮     | 約9公里長，部分複線，所有權複雜而持分不詳。                                               |
| 北港一坑－烘內   | 約3.5公里長，複線，益興炭礦株式會社所有，計畫開鑿烘內坑，保留該軌道，供居民利用。         |

## 設施
- 汐止街役場
- 汐止郵便局
- 殖產局汐止苗圃
- 汐止尋常小學校→汐止國民學校（今汐止國中）
- 汐止公學校→汐止南國民學校（今汐止國小）
  - 石硿子分教場（今東山國小）
  - 社後分教場（今北峰國小）
- 北港公學校→北港國民學校（今北港國小）
- 汐止信用組合（今汐止區農會）
- 益興炭礦株式會社
- 北白川宮御遺跡地：位於汐止街汐止，1895年6月10日，北白川宮能久親王於乙未戰爭中由基隆向台北行軍時，曾在此休息一夜。每年6月10日都會在此舉辦祭典，境內設立了汐止神社[8]。位於今汐止忠順廟。
- 汐止神社
- 汐止水道：1928年設立[8]

## 經濟
主要物產為煤炭和茶葉。1934年至1937年間，汐止街植茶面積達800甲，製茶戶數多達800戶。第二次世界大戰末期，日本資源短缺，將種茶土地改為種植其他作物，導致茶業逐漸走下坡。
1938年起，台灣總督府推行礦物增產令，益興炭礦株式會社借各項助成金鋪設3噸蒸汽機關車鐵路：鹿寮線、北港線等共約12公里，並在五堵驛附近裝設千千岩式機械水洗機及開鑿鹿寮二新坑，擴充企業。使得五堵成為當時台灣第一的高爐煉鐵工業區。